# Stenhomalus foveipennis
Stenhomalus foveipennis là một loài bọ cánh cứng trong họ Cerambycidae.